# رودولفش باردا
رودولفش باردا (لتونیایی: Rūdolfs Bārda; ۷ فوریهٔ ۱۹۰۳ – ۲۴ ژانویهٔ ۱۹۹۱) بازیکن فوتبال اهل لتونی بود.